# Ossancora asterophysa
Ossancora asterophysa is een straalvinnige vissensoort uit de familie van de doornmeervallen (Doradidae). De wetenschappelijke naam van de soort is voor het eerst geldig gepubliceerd in 2011 door Birindelli & Sabaj Pérez.